# Simpsons Already Did It
«Simpsons Already Did It» («Los Simpson ya lo han hecho») es el séptimo episodio de la sexta temporada de la serie de televisión animada South Park de Comedy Central. Su emisión original fue el 26 de junio de 2002. Este episodio fue inspirado por el hecho de que los creadores de la serie pensaron una idea que luego descubrieron que ya habían hecho Los Simpson. En el episodio «The Wacky Molestation Adventure» Cartman tenía supuestamente que tapar el sol. Sin embargo, uno de los guionistas reveló que «Los Simpson ya lo han hecho». En respuesta a este episodio los creadores de Los Simpson añadieron una escena en «Bart of War» en donde Bart y Milhouse aparecen viendo (y disfrutando) un episodio de South Park y criticando irónicamente que mujeres adultas pongan voz a personajes infantiles.
En este episodio aparece una versión alternativa de la secuencia de apertura, es principalmente la misma que la vista hasta el episodio Professor Chaos, excepto por la inclusión de clips de aquel episodio y el reemplazo de Tweek en lugar de Butters. Butters, como Profesor Caos, aparece y tira al suelo el cartel de "South Park" al final.

## Argumento
Cartman enseña con entusiasmo a Kyle, Stan y Tweek un anuncio que ha encontrado de la "Gente de Mar" (una parodia de los Sea Monkeys) Cartman, influenciado por la publicidad se los imagina como una especie de peces-hombre parecidos a las sirenas que le sacarán de "este maldito planeta lleno de hippies" y los convence a todos, incluyendo a un muy escéptico Kyle, de que le dejen algo de dinero para poder comprarlos.
Esa noche Cartman sueña (y canta) con la Gente del Mar, pero el despertar resulta muy decepcionante cuando descubre que la "Gente del Mar" no es otra cosa que artemias. Para tratar de obtener al menos alguna diversión de todo el asunto, los chicos deciden echar algunos de ellos en el café de la Srta. Choksondik. Más tarde ella muere (como se había anunciado en el episodio anterior, emitido dos meses atrás).
Tras escuchar en la televisión que se ha descubierto semen en el estómago de la maestra, los chicos llegan a la conclusión de que han matado sin querer a su profesora con su "Gente de Mar" (las palabras inglesas semen y Sea-Men -gente de mar- suenan muy parecido) Esa noche deciden ir a la morgue para robar toda evidencia relacionada con la Gente de Mar. Finalmente, Chef les explica la diferencia entre los dos términos y que lo que ellos han hecho no ha podido ser lo que haya matado a la maestra. En este momento, el semen que han recuperado de la morgue se mezcla en el acuario de Cartman con la Gente de Mar. Para su gran sorpresa, cuando se levanta por la mañana descubre que el semen ha hecho evolucionar a la Gente de Mar rápidamente a una sociedad tipo Sumeria o Babilonia.
Mientras tanto Butters, en su forma de alter ego, el Profesor Caos, está tratando de maquinar un complot para llevar la destrucción a la ciudad. Cuando da con la idea de tapar el sol su asistente, el General Desastre, le informa de que ya existe un episodio de Los Simpson en el que el Sr. Burns hace eso mismo. Frustrado, Butters abandona la idea y decide cortar la cabeza de la estatua fundador de la ciudad, pero se entera por las noticias de que lo que ha hecho era exactamente lo mismo que Bart Simpson hizo con la cabeza de Jebediah Springfield, por lo que lejos de molestar a los habitantes de la ciudad, les hace gracia porque lo consideran un tributo a la serie. Butters sigue considerando otros planes malvados cada vez más extraños, pero Dougie le informa de que todos ellos han salido ya en Los Simpson.
En un intento de dar con un plan malvado original, Butters ve todos los episodios de Los Simpson y finalmente da con algo que no ha salido en la serie: cambiar la máquina que echa chocolate en las cerezas por otra de la que salga mayonesa rancia. Por desgracia, justo cuando se dispone a llevar a cabo su plan, un anuncio de la tele informa que Bart va a hacer eso mismo precisamente en el episodio de esa noche. Al escuchar esto, Butter sufre un colapso nervioso y empieza a ver toda la ciudad en forma de animación de Los Simpson.
Mientras tanto, en casa de Cartman, los chicos se han hecho con más Gente de Mar, un acuario más grande y galones de semen. La Gente de Mar ha evolucionado a una sociedad tipo Antigua Grecia y, para gran alegría de Cartman, han empezado a construir una estatua con su figura.
Stan y Kyle invitan a Butters, entre otros, a ver a la Gente de Mar. Histérico, Butter se da cuenta de que lo sucedido con la Gente de Mar es muy parecido a algo que pasó en el episodio Treehouse of Horror VII de Los Simpson en el que Lisa creaba una sociedad en miniatura en unos de sus dientes. Los chicos no ven que haya demasiado problema en ello, ya que Los Simpson lleva tanto tiempo en antena que ya lo han hecho todo, así que no merece la pena preocuparse por eso. Butters queda contento tras esta explicación y decide que puede seguir creando estragos, por lo cual los demás le felicitan. La Gente de Mar del otro lado del acuario comienza a adorar a Tweek, llegando a una guerra santa, atentados suicidas. Sólo unos minutos más tarde las bombas atómicas destruyen el acuario y a ellos mismos, tal y como sucede en un episodio de Futurama, otra serie de Matt Groening.
- Datos: Q461552